# Araçaí
Araçaí is een gemeente in de Braziliaanse deelstaat Minas Gerais. De gemeente telt 2.524 inwoners (schatting 2009).

## Aangrenzende gemeenten
De gemeente grenst aan Caetanópolis, Cordisburgo en Paraopeba.